# Aleksandr Iwannikow
Aleksandr Jegorowicz Iwannikow, ros. Александр Егорович Иванников (ur. 23 stycznia 1945 w Moskwie) – radziecki skoczek narciarski, uczestnik Zimowych Igrzysk Olimpijskich 1964, wicemistrz zimowej uniwersjady z 1970.
W latach 1962–1972 startował w konkursach Turnieju Czterech Skoczni. Sześciokrotnie plasował się w pierwszej dziesiątce zawodów tej rangi, najwyżej – 5 stycznia 1964 roku w Innsbrucku, gdzie był drugi (przegrał wówczas o 6,5 punktu z Veikko Kankkonenem). W pozostałych konkursach turnieju w sezonie 1963/1964 zajął 8., 10. i 14. miejsce, co pozwoliło mu na zajęcie czwartego miejsca w klasyfikacji końcowej.
W styczniu i lutym 1964 wystąpił na igrzyskach olimpijskich w Innsbrucku. W konkursach skoków zajął 17. miejsce na skoczni normalnej i 6. na skoczni dużej. Dwukrotnie wystartował również w konkursach o mistrzostwo świata – w 1966 w Oslo zajął w konkursach 10. i 15. miejsce, a w 1970 w Szczyrbskim Jeziorze był 34. W 1972 uczestniczył także w mistrzostwach świata w lotach w Planicy, w których zajął 30. miejsce.
W 1970 w Rovaniemi został wicemistrzem zimowej uniwersjady, przegrywając z Garijem Napałkowem. Dwa lata później w Lake Placid Iwannikow zajął czwarte miejsce.
W marcu 1970 roku zajął drugie miejsce w memoriale Janeza Poldy. Przegrał wówczas tylko z Władimirem Smirnowem.

## Osiągnięcia

### Igrzyska olimpijskie
| Igrzyska        | Data             | Skocznia | Skok 1    | Skok 1    | Skok 2    | Skok 2   | Skok 3    | Skok 3    | Nota łączna | Miejsce | Strata   | Zwycięzca        | Źródło |
| Igrzyska        | Data             | Skocznia | Odległość | Nota      | Odległość | Nota     | Odległość | Nota      | Nota łączna | Miejsce | Strata   | Zwycięzca        | Źródło |
| --------------- | ---------------- | -------- | --------- | --------- | --------- | -------- | --------- | --------- | ----------- | ------- | -------- | ---------------- | ------ |
| 1964, Innsbruck | 31 stycznia 1964 | normalna | 75,0 m    | 101,6 pkt | 73,0 m    | 99,8 pkt | 73,5 m    | 101,7 pkt | 203,3 pkt   | 17.     | 26,6 pkt | Veikko Kankkonen | [ 5 ]  |
| 1964, Innsbruck | 9 lutego 1964    | duża     | 90,0 m    | 106,8 pkt | 81,5 m    | 99,2 pkt | 83,5 m    | 106,5 pkt | 213,3 pkt   | 6.      | 17,4 pkt | Toralf Engan     | [ 6 ]  |

### Mistrzostwa świata
| Mistrzostwa         | Data           | Skocznia | Skok 1    | Skok 1 | Skok 2    | Skok 2 | Nota łączna | Miejsce | Strata   | Zwycięzca      | Źródło |
| Mistrzostwa         | Data           | Skocznia | Odległość | Nota   | Odległość | Nota   | Nota łączna | Miejsce | Strata   | Zwycięzca      | Źródło |
| ------------------- | -------------- | -------- | --------- | ------ | --------- | ------ | ----------- | ------- | -------- | -------------- | ------ |
| 1966, Oslo          | 19 lutego 1966 | normalna | 73,0 m    | b.d.   | 73,0 m    | b.d.   | 208,7 pkt   | 10.     | 25,9 pkt | Bjørn Wirkola  | [ 7 ]  |
| 1966, Oslo          | 27 lutego 1966 | duża     | 75,0 m    | b.d.   | 75,5 m    | b.d.   | 186,8 pkt   | 15.     | 28,5 pkt | Bjørn Wirkola  | [ 8 ]  |
| 1970, Wysokie Tatry | 14 lutego 1970 | normalna | 77,5 m    | b.d.   | 71,0 m    | b.d.   | 209,7 pkt   | 34.     | 30,9 pkt | Garij Napałkow | [ 9 ]  |

### Mistrzostwa świata w lotach
| Mistrzostwa   | Data          | Skok 1    | Skok 1 | Skok 2    | Skok 2 | Nota łączna | Miejsce | Strata    | Zwycięzca      | Źródło |
| Mistrzostwa   | Data          | Odległość | Nota   | Odległość | Nota   | Nota łączna | Miejsce | Strata    | Zwycięzca      | Źródło |
| ------------- | ------------- | --------- | ------ | --------- | ------ | ----------- | ------- | --------- | -------------- | ------ |
| 1972, Planica | 26 marca 1972 | 106,0 m   | b.d.   | 109,0 m   | b.d.   | 306,5 pkt   | 30.     | 111,0 pkt | Walter Steiner | [ 10 ] |

### Uniwersjada
| Uniwersjada       | Data            | Skok 1    | Skok 1 | Skok 2    | Skok 2 | Nota łączna | Miejsce | Strata  | Zwycięzca      | Źródło |
| Uniwersjada       | Data            | Odległość | Nota   | Odległość | Nota   | Nota łączna | Miejsce | Strata  | Zwycięzca      | Źródło |
| ----------------- | --------------- | --------- | ------ | --------- | ------ | ----------- | ------- | ------- | -------------- | ------ |
| 1970, Rovaniemi   | 4 kwietnia 1970 | 81,5 m    | b.d.   | 87,0 m    | b.d.   | 220,6 pkt   | 2.      | 6,9 pkt | Garij Napałkow | [ 3 ]  |
| 1972, Lake Placid | 4 marca 1972    | 65,0 m    | b.d.   | 70,0 m    | b.d.   | 215,9 pkt   | 4.      | 9,6 pkt | Hideki Nakano  | [ 11 ] |

### Turniej Czterech Skoczni
| 11. Turniej Czterech Skoczni |                        |                        |               |       |         |
| Oberstdorf                   | Innsbruck              | Garmisch-Partenkirchen | Bischofshofen | Nota  | Miejsce |
| 23.                          | 10.                    | –                      | –             | 376,9 | 55.     |
| 12. Turniej Czterech Skoczni |                        |                        |               |       |         |
| Oberstdorf                   | Garmisch-Partenkirchen | Innsbruck              | Bischofshofen | Nota  | Miejsce |
| 8.                           | 10.                    | 2.                     | 14.           | 837,0 | 4.      |
| 13. Turniej Czterech Skoczni |                        |                        |               |       |         |
| Oberstdorf                   | Garmisch-Partenkirchen | Innsbruck              | Bischofshofen | Nota  | Miejsce |
| 20.                          | 35.                    | 11.                    | 48.           | 739,1 | 28.     |
| 14. Turniej Czterech Skoczni |                        |                        |               |       |         |
| Oberstdorf                   | Garmisch-Partenkirchen | Innsbruck              | Bischofshofen | Nota  | Miejsce |
| 6.                           | 16.                    | 18.                    | 22.           | 783,2 | 10.     |
| 16. Turniej Czterech Skoczni |                        |                        |               |       |         |
| Oberstdorf                   | Garmisch-Partenkirchen | Innsbruck              | Bischofshofen | Nota  | Miejsce |
| 52.                          | 17.                    | 23.                    | 19.           | 762,5 | 19.     |
| 17. Turniej Czterech Skoczni |                        |                        |               |       |         |
| Oberstdorf                   | Garmisch-Partenkirchen | Innsbruck              | Bischofshofen | Nota  | Miejsce |
| 39.                          | 28.                    | 14.                    | 44.           | 748,4 | 26.     |
| 18. Turniej Czterech Skoczni |                        |                        |               |       |         |
| Oberstdorf                   | Garmisch-Partenkirchen | Innsbruck              | Bischofshofen | Nota  | Miejsce |
| 42.                          | 9.                     | 26.                    | 7.            | 838,3 | 15.     |
| 20. Turniej Czterech Skoczni |                        |                        |               |       |         |
| Innsbruck                    | Garmisch-Partenkirchen | Oberstdorf             | Bischofshofen | Nota  | Miejsce |
| 27.                          | 14.                    | 33.                    | 20.           | 852,5 | 17.     |